# Kanton Bourgneuf-en-Retz
Kanton Bourgneuf-en-Retz (fr. Canton de Bourgneuf-en-Retz) je francouzský kanton v departementu Loire-Atlantique v regionu Pays de la Loire. Tvoří ho šest obcí.

## Obce kantonu
- Bourgneuf-en-Retz
- La Bernerie-en-Retz
- Chéméré
- Saint-Hilaire-de-Chaléons
- Les Moutiers-en-Retz
- Fresnay-en-Retz